# Gerhard Müller (Politiker, 1928)

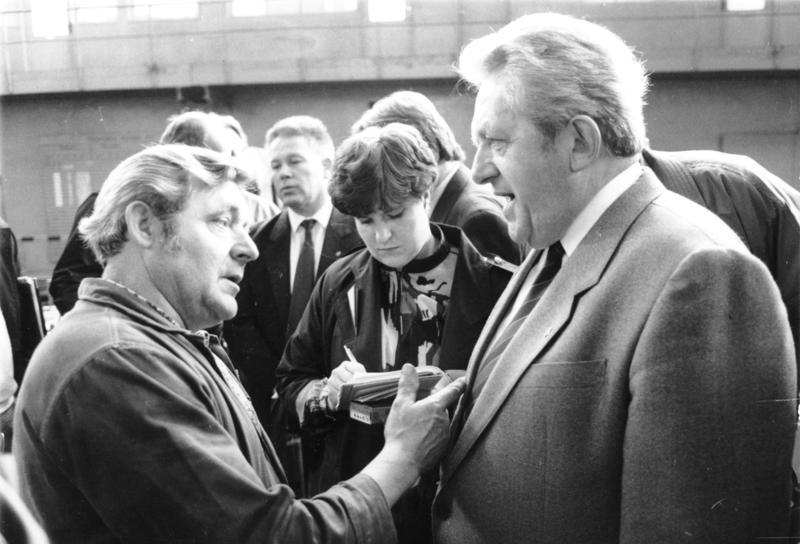
Gerhard Müller (rechts) im Kombinat Umformtechnik Erfurt, 16. Oktober 1989

Gerhard Müller (* 4. Februar 1928 in Chemnitz; † 19. Juni 2020) war ein SED-Funktionär. Er war von 1980 bis 1989 Erster Sekretär der SED-Bezirksleitung Erfurt und von 1985 bis 1989 Kandidat des Politbüros des ZK der SED. Wegen Anstiftung zu Untreue und Betrug wurde er 1992 zu acht Monaten Freiheitsstrafe verurteilt, wegen Anstiftung zur Wahlfälschung 1994 zu einer achtmonatigen Freiheitsstrafe zur Bewährung.

## Leben
Gerhard Müller wurde am 4. Februar 1928 in Chemnitz geboren und verbrachte dort als Sohn einer Arbeiterfamilie seine Kindheit. Von 1934 bis 1942 besuchte er die Volksschule in Bad Brambach, anschließend für kurze Zeit die Handelsschule in Auerbach. Noch 1942 wechselte er jedoch die Lehreinrichtung und war bis Januar 1945 Schüler an der Lehrerbildungsanstalt in Auerbach. Danach wurde er zum Reichsarbeitsdienst eingezogen, in dessen Reihen er das Kriegsende erlebte. Müller schlug sich nun zunächst bis Januar 1946 als Land-und-Tiefbauarbeiter in Landwüst, später in Plauen durch. Da Neulehrer gesucht wurden, bekam er im Winter 1946 einen Platz am Lehrerbildungsheim in Bad Elster, wo er bis August 1946 wieder die Schulbank drückte. Zu Beginn dieser erneuten Ausbildungszeit trat Müller noch in die SPD und wurde wenig später durch die Zwangsvereinigung von SPD und KPD dann Mitglied der SED. Er wurde auch Mitglied des FDGB und der FDJ. Mit Beginn des Schuljahres 1946/47 begann er als Neulehrer an der Grundschule im vogtländischen Breitenfeld. Nach dem Abschluss der 1. Lehrerprüfung wurde er ab 1948 als Schulleiter seiner Schule eingesetzt. 1950 absolvierte er erfolgreich die 2. Lehrerprüfung und wechselte danach zum Rat des Kreises Oelsnitz, wo er bis 1952 als Kreisausbildungsleiter und als stellvertretender Kreisschulrat tätig war. 1952 wurde Müller zum Kreisschulrat ernannt. Allerdings wurde er schon im Februar 1953 zum ersten Dreijahreslehrgang an der Parteihochschule delegiert, den er im August 1955 als Diplom-Gesellschaftswissenschaftler abschloss.
Danach wurde er von der SED in den Bezirk Neubrandenburg delegiert, wo er in der dortigen SED-Bezirksleitung bis 1963 als Sekretär für Wirtschaft, Volksbildung und Kultur tätig war. Parallel dazu absolvierte er von 1962 bis 1966 ein Fernstudium an der Fachschule für Landwirtschaft Neubrandenburg, das er als Diplomlandwirt abschloss. Bedingt durch die Doppelbelastung von Fernstudium und Parteitätigkeit zog man ihn 1963 vom Sekretärsposten in der Bezirksleitung ab und übergab Müller bis 1965 die Leitung der Abteilung Schulen, Hoch- und Fachschulen und Kultur bei der SED-Bezirksleitung Neubrandenburg. Zudem war er in dieser Zeit stellvertretender Leiter der Ideologischen Kommission der Bezirksleitung. Während dieser Phase wurde er 1964 zum Oberstudienrat ernannt. 1965 berief die SED Müller zum 1. Sekretär der SED-Kreisleitung Neubrandenburg. Diese Funktion behielt er bis 1974 inne. In dieser Zeit lehrte Müller 1966 für einige Zeit als Fachlehrer für Staatsbürgerkunde an Erweiterten Oberschulen. 1969/1970 nahm er an einem einjährigen Sonderlehrgang zur Qualifizierung leitender Parteikader am Zentralinstitut für sozialistische Wirtschaftsführung beim ZK der SED teil. Als im Februar 1974 der 2. Sekretär der SED-Bezirksleitung Neubrandenburg, Gerhard Zettler, abgelöst wurde, berief man Müller auf der Mitte Februar 1974 stattfindenden Bezirksdelegiertenkonferenz zu dessen Nachfolger. Er war nun hinter dem ein Jahr jüngeren 1. Sekretär Johannes Chemnitzer der zweitmächtigste Mann der SED im Bezirk Neubrandenburg und damit der Stabschef der hiesigen SED-Bezirksleitung.
Im April 1980 musste der langjährige 1. Sekretär der SED-Bezirksleitung Erfurt, Alois Bräutigam, nach massiver, parteiinterner Kritik, die an Erich Mückenberger, den damaligen Vorsitzenden der Zentralen Parteikontrollkommission, anonym herangetragen worden war, offiziell aus gesundheitlichen Gründen seinen Rücktritt von dieser Funktion verkünden. Gleichzeitig wurde Müller am 11. April 1980 auf einer Sitzung der SED-Bezirksleitung Erfurt in die Bezirksleitung kooptiert und zum neuen 1. Sekretär berufen. Anders als alle anderen damaligen 1. Bezirkssekretäre gehörte Müller zu diesem Zeitpunkt nicht dem ZK der SED an. Erst auf dem X. Parteitag der SED 1981 wurde er als Mitglied des ZK gewählt. Nach Müller wurden bis zum November 1989 nur noch vier neue 1. Sekretäre in SED-Bezirksleitungen berufen. Zugleich kandidierte er 1981 erstmals zu den Volkskammerwahlen und gehörte ihr in der 8. und 9. Wahlperiode als Abgeordneter an. 1985 fand die letzte personelle Änderung vor dem XI. Parteitag der SED 1986 statt. Auf der 11. Tagung des ZK der SED am 22. November 1985 wurden mit Werner Eberlein, Siegfried Lorenz und Gerhard Müller drei neue Kandidaten des Politbüros des ZK der SED gewählt. Damit stieg Müller in das leitende Parteigremium der SED auf.
Im Sommer 1989 lobte er in mehreren Reden die blutige Niederschlagung der Studentenunruhen in China als beispielgebend.
Am 9. November 1989 fand die lang erwartete 10. Tagung des Zentralkomitees der SED statt. Im Vorfeld der Tagung war das zu dem Zeitpunkt aktuelle Politbüro geschlossen zurückgetreten. Trotz seiner langjährigen Tätigkeit als 1. Sekretär einer SED-Bezirksleitung kandidierte Müller erneut für einen Sitz im Politbüro. Er fand jedoch unter den ZK-Mitgliedern nicht genügend Stimmen und wurde nicht ins neue Politbüro gewählt. Dieser Vertrauensverlust bewog ihn, vor der für den 11. November 1989 einberufenen SED-Bezirksdelegiertenkonferenz in Erfurt seinen Rücktritt als 1. Sekretär einzureichen. Diesem Antrag wurde von der noch bestehenden Bezirksleitung entsprochen. Als sein Nachfolger wurde Herbert Kroker gewählt. Sein Volkskammermandat verlor Müller am 16. November 1989 durch einen Beschluss der SED-Fraktion. Am gleichen Tag traf sich erstmals auch die neu gewählte Parteikontrollkommission der SED unter Vorsitz von Werner Eberlein. Sie traf Festlegungen, um die beiden ehemaligen 1. Bezirkssekretäre Hans Albrecht und Gerhard Müller wegen Gesetzesverletzungen zur Rechenschaft ziehen zu können. Damit wurde erstmals auch im Parteiblatt Neues Deutschland von Gesetzesverstößen Müllers geschrieben. Am 29. November 1989 empfahl die Kommission in Anbetracht der vorliegenden strafrechtlich relevanten Tatbestände den Parteiausschluss. Daraufhin eröffnete am 1. Dezember 1989 die Erfurter Kriminalpolizei ein Ermittlungsverfahren gegen Müller wegen Verdachts des Vertrauensmißbrauchs durch ungerechtfertigte Verwendung von finanziellen Mitteln. Gegenstand der Ermittlungen war vor allem die Jagdhütte Kammerbach bei Luisenthal. Auf der letzten Tagung des ZK der SED am 3. Dezember 1989 wurde Müller dann aus dem Zentralkomitee und der SED ausgeschlossen.
Müller lebte zuletzt in Neubrandenburg und war Mitglied der DKP. Er starb am 19. Juni 2020 im Alter von 92 Jahren.

## Prozesse und Verurteilungen
Am 1. Juni 1990 wurde Müller angeklagt und 1992 wegen Anstiftung zur Untreue und Betruges zu einer Freiheitsstrafe von acht Monaten verurteilt, die durch eine zehnmonatige Untersuchungshaft abgegolten war. 1992 wurde ein weiteres Verfahren wegen Vertrauensbruchs in Erfurt eröffnet und später ausgesetzt.
Am 3. November 1994 wurde er vom Landgericht Erfurt wegen Anstiftung zur Wahlfälschung bei den Kommunalwahlen in der DDR 1989 zu einer Freiheitsstrafe von 8 Monaten verurteilt, die zur Bewährung ausgesetzt wurde.

## Schrift
- „Die Aufgaben der Parteiorganisationen zur weiteren erfolgreichen Durchführung der Beschlüsse des XI.Parteitags der SED“, Dietz Verlag, Berlin, 1988